# Federazione di rugby a 15 della Repubblica Democratica Tedesca
La Deutsche Rugby-Sportverband (DRSV) fu la federazione rugbistica della Repubblica Democratica Tedesca, più familiarmente nota come Germania Est.
Faceva parte della Deutscher Turn- und Sportbund (DTSV), la struttura che organizzava lo sport nella DDR, organizzava i campionati, tra cui DDR-Rugby-Oberliga e la preparazione e la partecipazione alle competizioni internazionali delle rappresentativa nazionale.

## Storia
Nel 1950 fu creata una sezione specialistica rugby all'interno della Deutscher Fußball-Verband, la federazione calcistica della Rdt. Questa sezione organizzò dal 1951 dei campionati nazionali e dalla stazione 1951/52 una Oberliga, a cui partecipava la nazionale della Rdt.
Il 20 aprile 1958 a Berlino Est fu fondata la Deutsche Rugby-Sportverband
La federazione divenne membro dellaFIRA, la Federazione europea di rugby. Nel 1971 c'erano nella DRSV 800 atleti, nel 1984 1080 e nel 1988 1213. Questi atleti erano diretti nel 1988 da 103 istruttori e allenatori. Le località più attive nel rugby della Rft erano l'attuale Brandeburgo, a Hennigsdorf e in Sassonia a Lipsia.
Presidenti della DRSV sono stati Heinz Hofmann (1958–1961 e 1965–1968), Walter Herz (1961–1965), Gerhard Glienke (1968–1972), Gert Scharn (1972–1990) e Dieter Schmidt (1990). La Deutsche Rugby-Sportverband si è sciolta il 7 dicembre 1990 in seguito alla riunificazione tedesca. Le 17 associazioni che esistevano a questa data sono entrate nella Deutschen Rugby-Verband.

## Squadra nazionale
La prima gara della squadra nazionale ebbe luogo nel 1951, ancora prima della creazione della DRSV, a Bucarest contro la rappresentativa della Romania. La squadra perse 26:64. Negli anni successivi la Rdt giocò prima di tutto con le squadre di Romania, Polonia, Cecoslovacchia e Bulgaria. Partite con squadre dei paesi occidentali erano eccezioni. L'ultima gara della rappresentativa fu una sconfitta 9:17 del 15 settembre 1990 contro la rappresentativa del Lussemburgo, nel Lussemburgo.

## Campionati
Il campionato della Rdt fu organizzato dal 1951 con la Oberliga. La squadra con più vittorie e record fu la Stahl Hennigsdorf, che fino al 1990 ha ottenuto 27 volte il primo posto. Accanto ci sono state prima di tutto le squadre di Lipsia, 5 volte la squadra dello HSG DHfK Leipzig e quattro BSG Lokomotive Wahren-Leipzig. Le altre squadre della Oberliga venivano da Berlino (ad esempio BSG Post Berlin e ASK Vorwärts Berlin), da Brandenburg an der Havel (BSG Stahl Brandenburg), Potsdam (SG Dynamo Potsdam), Velten (BSG Empor Velten), Birkenwerder (BSG Grün-Weiß Birkenwerder), Leegebruch (BSG Stahl Leegebruch), Oranienburg (BSG Lokomotive Oranienburg) e da altri luoghi.

## Coppa della DRSV
Dal 1953 fu giocata la Coppa della DRSV (Pokal des DRSV) con lunghi intervalli negli anni 1960 e 1970. La squadra con più vittorie è stata anche in questo caso la BSG Stahl Hennigsdorf con 13 vittorie. Oltre a Hennigsdorf il HSG DHfK Leipzig ha vinto la coppa due volte (1954 e 1955) e una volta hanno vinto la SG Dynamo Potsdam (1975) e la  BSG Lokomotive Leipzig-Wahren (1980).

## Presidenti della DRSV
- 1958-61: Heinz Hofmann
- 1961-65: Walter Herz
- 1965-68:  Heinz Hofmann
- 1968-72: Gerhard Glinke
- 1972-90: Gerd Scharn
- 1990: Dieter Schmidt